# 卡琳·拉森
卡琳·拉森（瑞典語：Karin Larsson，婚前姓Bergöö，1859年10月3日—1928年2月18日），瑞典女性艺术家，经常和同为艺术家的丈夫卡尔·拉森合作，并作为后者描画的对象。

## 早年生活
卡琳·拉森出生于瑞典南部厄勒布鲁，在霍斯堡长大。其父亲阿道夫·波尔古是商人，妹夫是英国古生物学家、地质学家弗朗西斯·亚瑟·贝瑟。卡琳早年即展示出艺术才能，曾在瑞典皇家艺术学院学习。之后，她前往法国塞纳-马恩省继续进修绘画，当地聚居着大量的斯堪的纳维亚艺术家。

## 艺术生涯

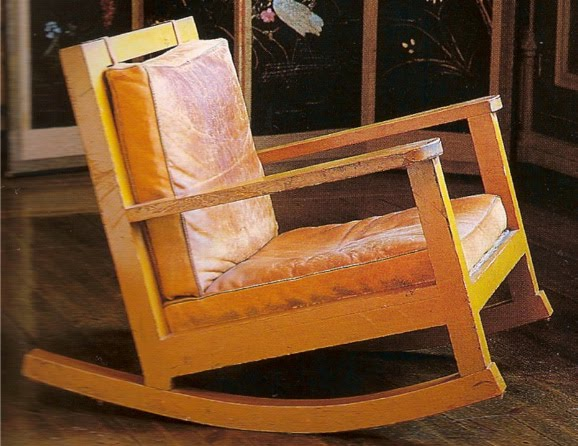
卡琳·拉森设计的摇椅。

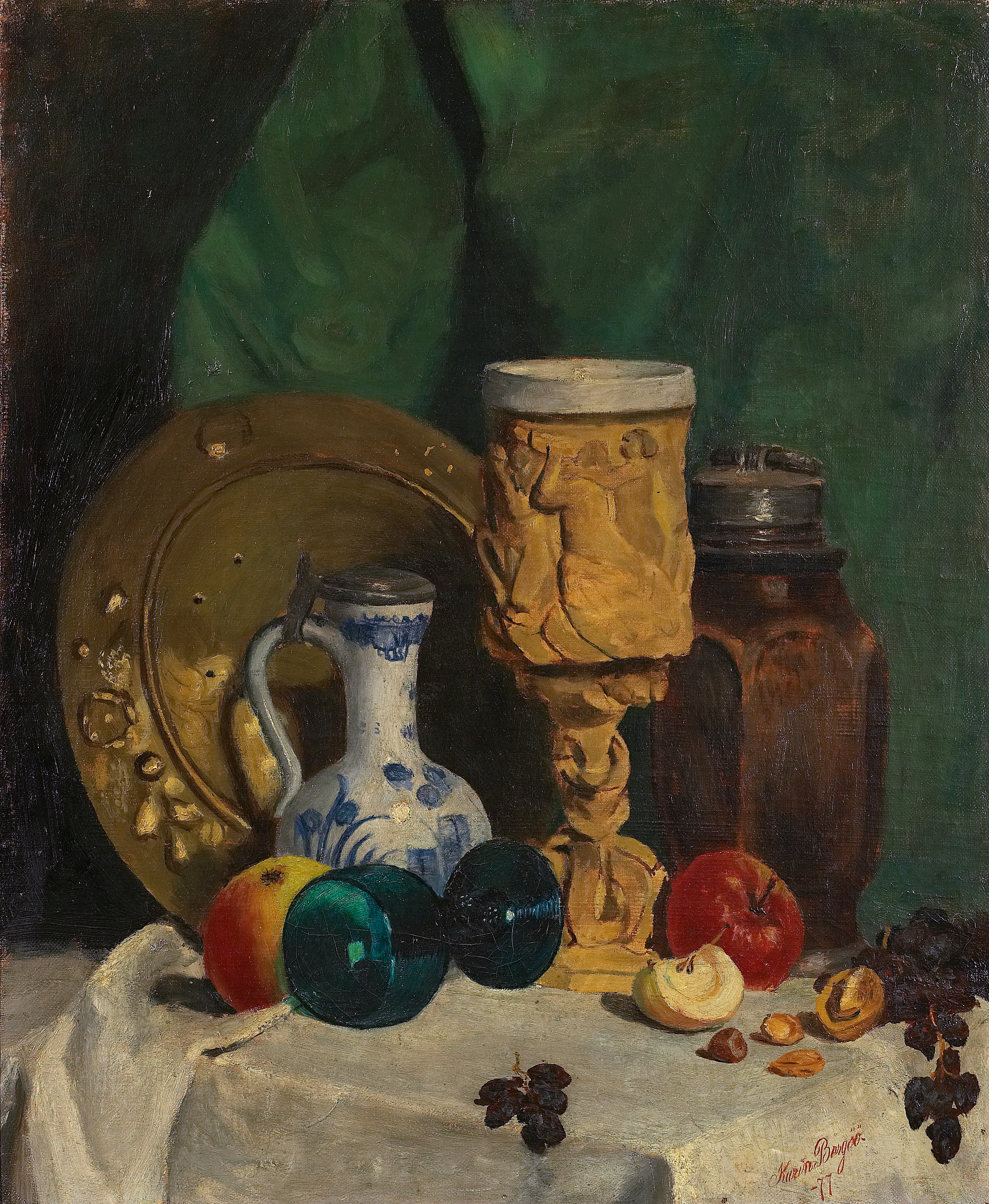
卡琳·拉森于1877年的画作

在法国学习期间，卡琳遇到了卡尔·拉森，两人于1883年返回瑞典并结婚。他们的第一个女儿苏珊于1884年出生。两人共有8名子女。
卡琳·拉森经常宣传、评论卡尔的作品，也是卡尔的画作中最常出现的人物。她设计并编织了家中大量的纺织品，为自己和孩子们设计衣物（例如花围裙），为当地木匠打造的家具设计桌布。从卡尔·拉森的画作中可以看出卡琳的室内设计体现了一种新颖的瑞典式风格：用包含了进化的瑞典民间设计打造明亮的室内环境，兼具日本主义和英式艺术与工艺思想，和当时风行的阴暗、厚重的家具风格形成鲜明对比。她把极少使用的客厅转变成一间“瑞典式房间”，移掉其中多余的窗帘，围着高台布置家具，角落处放置小沙发供人小睡。她的织物设计同样新颖，在黑白亚麻制品中融入了和式风格。
1928年卡琳·拉森去世，安葬在桑德波恩公墓。
1997年，伦敦维多利亚和阿尔伯特博物馆展示了卡琳·拉森的室内设计作品。2009年，桑德波恩展示了她的作品。2018年，卡琳的织物和卡尔的画作在损保日本兴亚东乡青儿美术馆展出。

## 流行文化
加拿大作家凯瑟琳·阿申伯格的小说《索菲和希西利娅》用戏剧化的方式讲述了卡琳·拉森的一生。

## 登场画作

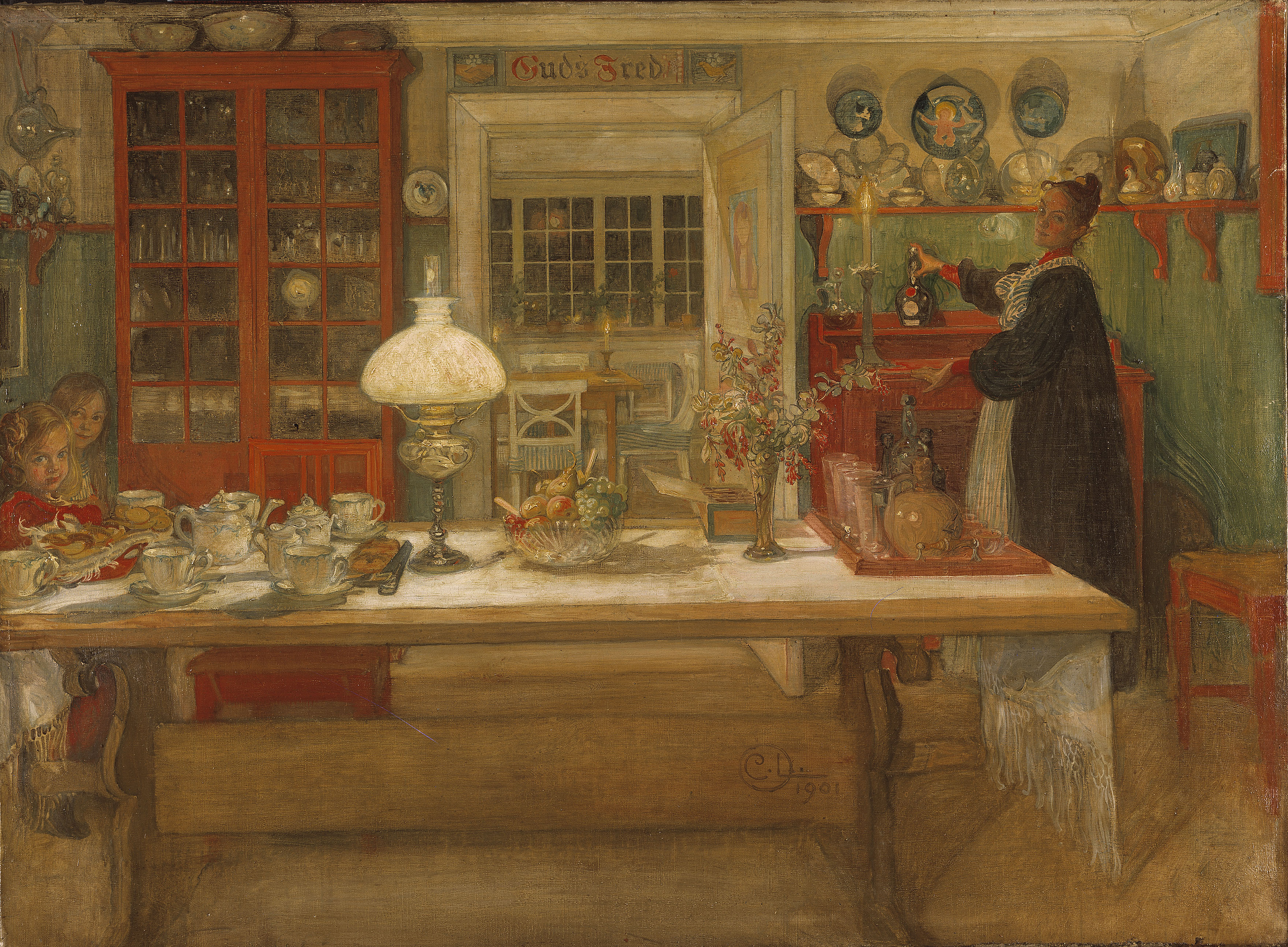
卡琳和孩子们，1901年
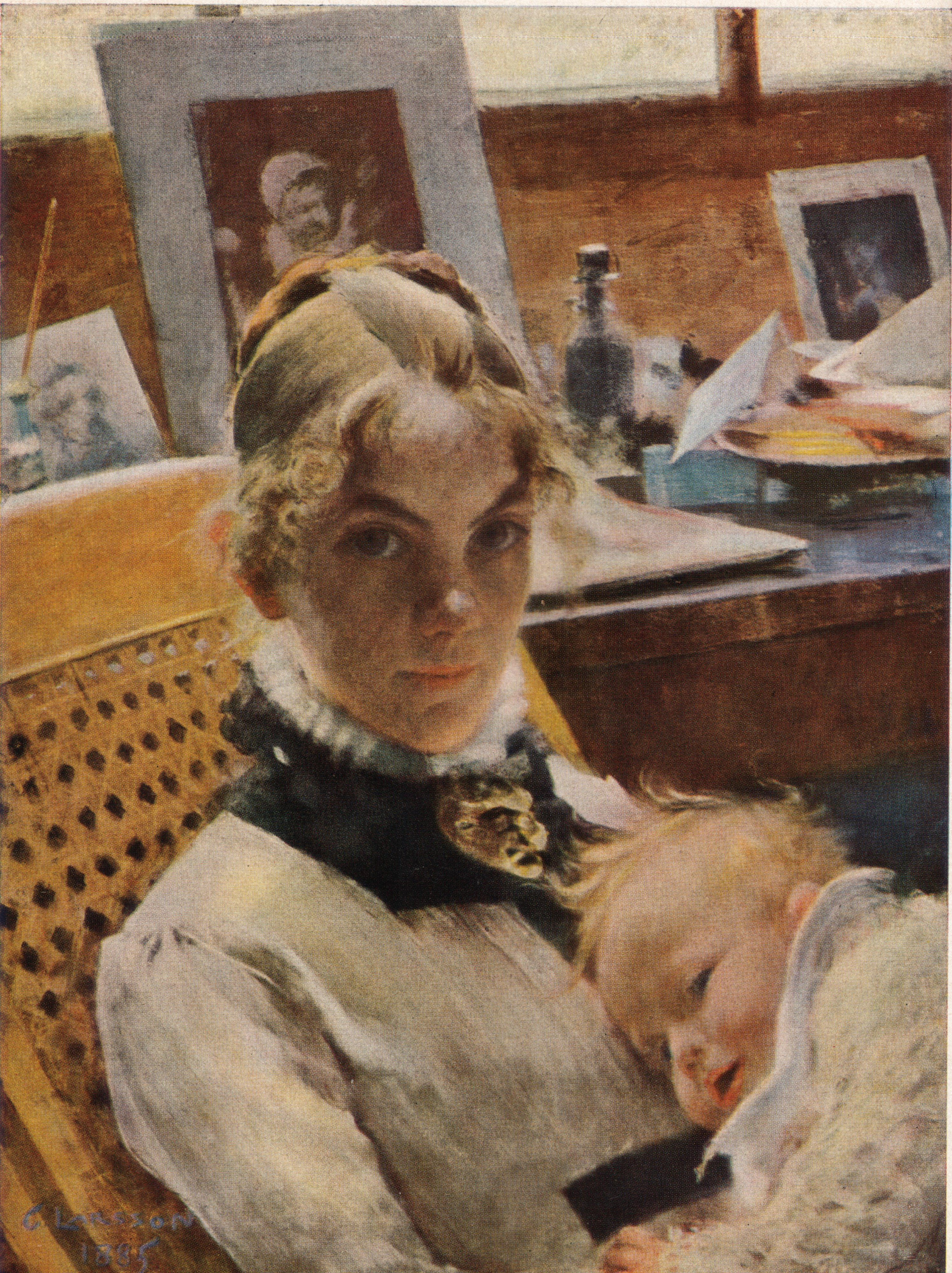
《卡琳和苏珊》，1885年
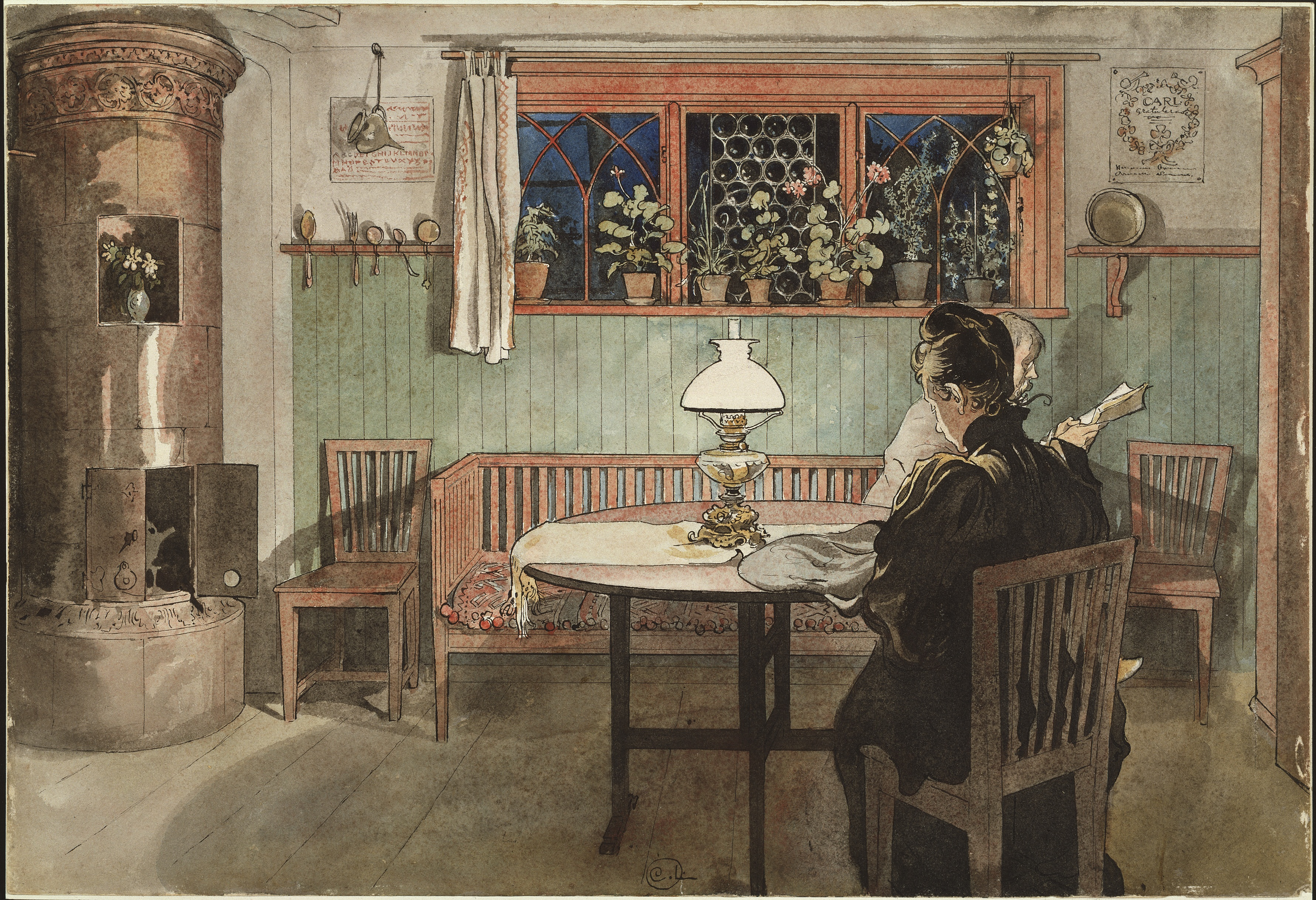
《孩子们睡着后》，1901年